# Jan Lara
Pour les articles homonymes, voir Lara.
Jan Lara Rosell né le 18 juin 1996, est un joueur espagnol de hockey sur gazon.

## Carrière
Il a été appelé en équipe première en 2022 pour concourir à la Ligue professionnelle 2021-2022.